# Yuye
Yuye (kinesiska: 渔业, 渔业乡) är en socken i Kina. Den ligger i provinsen Jiangsu, i den östra delen av landet, omkring 68 kilometer nordost om provinshuvudstaden Nanjing.
Genomsnittlig årsnederbörd är 1 277 millimeter. Den regnigaste månaden är juli, med i genomsnitt 262 mm nederbörd, och den torraste är december, med 31 mm nederbörd.